# جورج کول
جورج کول (انگلیسی: George Cole (actor)؛ ۲۲ آوریل ۱۹۲۵ – ۵ اوت ۲۰۱۵) یک هنرپیشه اهل بریتانیا بود. وی بین سال‌های ۱۹۴۰ تا ۲۰۱۵ میلادی فعالیت می‌کرد.

## فیلم‌شناسی
- هنری پنجم
- خنده در بهشت
- کوارتت
- اطلاعات طبقه‌بندی‌شده
- جنگ‌افزار
- کلئوپاترا
- پرنده آبی
- بلات در چشم‌انداز

## مرگ
آگوست 2015، کول بر اثر ذات الریه و سپسیس در  ریدینگ ،  ، در  90 سالگی درگذشت  آهنگ تم Minder پخش شد و دنیس واترمن، همبازی Cole's Minder مداحی کرد. 